# Abram Cytryn
Abram Cytryn (Łódź, 10 ottobre 1927 – campo di concentramento di Auschwitz, 1944) è stato uno scrittore e poeta polacco.

## Biografia
Nasce e cresce a Lodz, in Polonia. Secondogenito di Jakub Szymon Cytryn (23 gennaio 1899), primo industriale nel settore tessile di Łódź e di Gołda Pik (11 giugno 1898). È fratello minore di Lucie Cytryn in Bialer che dopo la morte del giovane ne curerà la memoria.
Dalle documentazioni trascritte della sorella Lucie è emerso che già nel 1939, all'età di 12 anni, Abram era dedito a scrivere racconti e poesie.

Studente della scuola secondaria per ragazzi Katzenelson di Łódź, dovette  abbandonare presto la scuola a causa dell'invasione della Germania nazista subita dalla Polonia. Anche le condizioni di vita della famiglia Cytryn, allora benestante, ebbero un cambiamento radicale.

Quando la città nel 1939 venne occupata, per via della alta densità di popolazione ebraica, le forze tedesche di occupazione istituirono subito un ghetto, rinominando Łódź in Litzmannstadt. Tutto il territorio venne direttamente annesso al Reichsgau Wartheland per far parte della Grande Germania e come tale la città fu sottoposta ad un rapido processo di "arianizzazione".

I laboratori tessili del padre di Abram erano situati nell'area che i tedeschi avevano destinato al ghetto, così in breve tempo la famiglia fu costretta ad abbandonare la casa di via Wolborska per trasferirsi in via Brzezinsca, dove gli fu assegnato un alloggio da condividere con altri internati del ghetto. L'ultima e definitiva destinazione dei Cytryn era un vano al pianoterra di via Starosikawska al numero 9, situata vicino alla zona del campo dove erano detenuti circa 5.000 tra rom e sinti, i primi ad essere deportati ed eliminati nel campo di sterminio di Chełmno dal 5 al 12 gennaio 1942.

Già all'inizio il ghetto era un campo di lavoro al servizio del Terzo reich, soprattutto per la fiorente industria tessile che a Łódź nel 1940 contava ben 18 grandi laboratori, tra cui quello di Jakub Szymon Cytryn. Tuttavia, sebbene il ghetto fruttasse alla Germania oltre 2 miliardi di marchi, cibo e beni di prima necessità scarseggiavano anche per chi lavorava come la famiglia Cytryn. 11 novembre 1942, a causa di un veloce deperimento dovuto a fame e stenti, il padre di Abram muore nel ghetto a soli 42 anni. La morte del capofamiglia lascerà un segno indelebile nella vita dei Cytryn. Soprattutto nel giovane Abram, sconvolto dalla prematura perdita del padre, traccerà un percorso di narrazione dove è possibile percepire, attraverso il varco di dolore, la quotidianità crudele del ghetto.

Nel maggio 1944, quando la seconda guerra mondiale volgeva al termine, la soluzione finale della questione ebraica ebbe una forte accelerazione. Heinrich Himmler ordinò la liquidazione del ghetto di Łódź, che allora era l’ultima grande comunità ebraica nell’Europa dell’est e contava circa 77.000 abitanti.

Abram, la madre Gołda e la sorella Lucie, unica sopravvissuta della famiglia, verranno deportati nel campo di concentramento di Auschwitz nell'agosto 1944 e giunti a destinazione furono subito separati. Dalla testimonianza della sorella, Lucie Cytryn in Bialer, il giovane scrittore morì pochi giorni dopo l'internamento ad Auschwitz.

## Opere
- Diario di Abram Cytryn